# A Bird of the Air
A Bird of the Air é um filme de drama romântico de 2011, dirigido por Margaret Whitton e estrelado por Rachel Nichols e Jackson Hurst. É baseado no romance The Loop de Joe Coomer.

## Sinopse
Lyman é um trabalhador rodoviário que passa a maior parte de seus dias mal falando devido à sua timidez e um trauma passado. Isso muda quando ele encontra um papagaio de propriedade de Fiona, uma bibliotecária energética que se interessa imediatamente por ele.[carece de fontes?]

## Elenco
- Jackson Hurst como Lyman
- Rachel Nichols como Fiona
- Linda Emond como Margie
- Buck Henry como Duncan Weber
- Judith Ivey como Eleanor Reeves
- Gary Farmer como Charles Ballard
- Genia Michaela como Amber
- Anjanette Comer como Sra. Weber
- Phyllis Somerville como Ivy Campbell
- Erik Jensen como homem barbado
- Matte Osian como caminhoneiro
- Rocco Sisto como guarda de segurança
- Louis Zorich como Stowalski

## Desenvolvimento
Os planos para adaptar o romance de Joe Coomer, The Loop, foram anunciados pela primeira vez em 2009, sob o título de trabalho The Loop. Rachel Nichols e Jackson Hurst foram anunciados para atuar como os dois protagonistas e trabalhariam a partir de um roteiro escrito por Roger Towne. As filmagens ocorreram no Novo México e as cenas de Hurst foram realizadas enquanto ele estava em hiato do show Drop Dead Diva.

## Lançamento
O filme foi lançado nos cinemas em 23 de setembro de 2011. Foi então lançado em DVD, VOD e plataformas digitais em 10 de abril de 2012.

## Recepção
O filme tem 30% de aprovação no Rotten Tomatoes. Andrew Schenker, da Slant Magazine, premiou o filme com uma estrela e meia de quatro estrelas. Jeannette Catsoulis, do The New York Times, criticou o filme, pois sentiu que os dois protagonistas "exibem mais química com a fauna do filme do que um com o outro".